# Hjorte i Jægersborg dyrehave
|  | Denne artikel er oprettet af botten Steenthbot ud fra en ekstern database. Den kan derfor have sproglige fejl eller mangler. Denne skabelon kan fjernes efter kontrol af indholdet. |

Hjorte i Jægersborg dyrehave er en dansk naturfilm fra 1938.

## Handling
Film om årets gang for hjortene i Jægersborg Dyrehave - i daglig tale kaldt Dyrehaven. Her lever ca. 100 sikahjorte, 18-1900 dådyr og 225 kronhjorte. Filmen viser hjortenes levevis og adfærd bl.a. under brunsttiden, og når de fælder takker. Vi får samtidig et indblik i skovløberenes arbejde med at holde bestanden nede og beskytte træerne, som dyrene æder af og beskadiger, når de takkerne skal slibes.